# Inmortal (Erreway)
Inmortal è un singolo del gruppo musicale argentino Erreway, pubblicato nel 2002, come quarto estratto del primo album in studio Señales.
Il videoclip è stato diretto da Cris Morena ed appaiono Camila Bordonaba, Felipe Colombo, Benjamín Rojas, Diego García e Rodrigo Guirao Díaz. Nel sito Last.fm la canzone si colloca al quarto posto tra le canzoni più ascoltate degli Erreway.

## Tracce
Testi e musiche di Cris Morena e Carlos Nilson.
1. Inmortal – 3:47